# Magazzini Einstein
Magazzini Einstein è stato un programma televisivo contenitore di documentari dedicati a tematiche e personaggi dell'arte e della cultura, del passato e del presente. Nato nel 1997 e prodotto da Rai Educational, direttore Giovanni Minoli, la prima stagione fu condotta da Sandro Veronesi, anche autore insieme a Sergio Perroni, Giorgio Montefoschi e Arturo Minozzi (anche regista), produttore esecutivo Gabriella Oberti. Le 45 puntate della prima edizione andarono in onda su Raitre in terza serata. A seguire la serie prosegue con: produttore esecutivo Daniele Domenicucci, capo progetto Maria Paola Orlandini, ed è andato in onda su Rai 1, Rai 3 e sui canali tematici Rai 5, Rai Storia e Rai Scuola.

## Documentari trasmessi (parziale)
Questi sono solo alcuni dei documentari trasmessi:
- 1982 L'estate di Frank, di Salvo Cuccia (Abra&Cadabra)
- Archivi della moda (Serie Archivi d'Italia di Giovanni Minoli) di Angela Landini. Fondazione Ferragamo, Fondazione Ferre', con Roberto Capucci, Marella Ferrera. Voce narrante Michela Cescon. Coproduzione: Rai - Sole24ore - MiBACT.
- Artisti al lavoro, format ideato e diretto da Angela Landini (RAI, 2007)
- A scuola con i guru della tradizione musicale indiana, regia di Marco Battaglia, Gianluca Donati, Laura Schimmenti, Andrea Zurlini (Playmaker)
- Artisti metropolitani, di Emanuele Ricci (SDM Video Produzioni)
- "Fahre Arte" Biennale Internazionale d'Arte di Venezia 2009 di Angela Landini. Con Daniel Birnbaum, Luca Beatrice, RAI 2009
- Viaggio di un costume, di Angela Landini. Con Riccardo Muti, Alessandro Lai, Piero Tosi, Andrea De Rosa, Pasquale Mari, Sergio Tramonti. (Roma, Ravenna, Salisburgo, RAI 2008).
- Casa Venini, di Gianluigi Calderone (Rai Educational)
- Da Charlie Brown a Valentina - Storia di una rivoluzione a colpi di matita, regia di Elia Romanelli (Doc Art)
- Festival Letterature Massenzio 2008, di Angela Landini. Con Nick Hornby, Joseph O' Connor, V. Surajprasad Naipaul, Mariangela Melato. RAI 2008
- Getulio Alviani - L'arte programmata, di Giampaolo Penco (Videoest)
- Il foulard Iris, di Gianluigi Calderone
- Il futurismo in Sicilia, di Salvo Cuccia (Abra&Cadabra)
- Il palazzo e la Galleria Spada, di Rubino Rubini (Garad)
- Il Palazzo Ducale di Venezia, di Maurizio Cascavilla (Artefilm)
- Labirinto Interrotto, dalla serie "Artisti al lavoro", Luciano De Liberato di Angela Landini. Programma di Paola Orlandini e Raffaele Simongini (RAI, 2008)
- La memoria delle cose, di Domenico Distilo (Sciara) - Documentario archeologico dall'antica Selinunte
- La pietra nera, di Giampaolo Penco (Videoest, 2011) - Documentario dedicato a "La Colonna", opera d'arte dello scultore italiano Luciano Fabro e collocara nella piazza principale di Genk, in Belgio, in memoria dei minatori italiani immigrati.[2]
- Rebellio patroni di Paolo Consorti - performance presso Palazzo Reale Milano, Museo Madre Napoli, Biennale di Venezia (RAI, 2011)
- La polvere di Morandi, di Mario Chemello (Imago Orbis, 2012)
- La sposa, di Joël Curtz (Le Fresnoy, 2012)
- La città delle Arti, di Angela Landini (RAI, 2006)
- L'immortale - Gino De Dominicis, di Giorgio Treves (SDM Video Produzioni)
- Margini di sottosuolo, di Domenico Distilo (Sciara, 2013)
- Lucio Saffaro - Pittore di scienza, sogni e poesia, di Giosuè Boetto Cohen
- Moderna, di Michele Truglio (Elleti & Company) - Documentario dedicato alla Galleria d'arte moderna di Roma
- Paolo Soleri - Una città per salvare l'uomo, di Giosuè Boetto Cohen (Cineca, 2012)
- Pittori al lavoro, dalla serie "Artisti al lavoro", format ideato e diretto dalla regista Angela Landini, RAI 2007-2013
- René Gruau - Disegnare la moda, di Adolfo Conti (Doc Art, 2012)
- Santarcangelo - International Festival of the Arts, di Angela Landini (2007). Con Tonino Guerra, Motus, Gruppo Nanou, Santasangre
- Stefano Arienti. L'immagine inquieta, di Angela Landini. Con Angela Vettese, Corrado Levi, Stefano Arienti (RAI, 2013)
- Sulle orme di Piero, di Angela Landini, con Gianni Berengo Gardin, Elliott Erwitt, (RAI, 2009)
- Tracce d'arte, dalla serie "Artisti al lavoro", format ideato e diretto da Angela Landini (RAI, 2007).
- Underground art, di Ivan Corbucci
- Vittorio Podrecca e il Teatro dei Piccoli, di Ennio Guerrato (Tico Film)